# François Bourassa
François Bourassa (5 de juny del 1813 – 13 de maig del 1898) fou un granjer i figura política del Quebec. Representà a Saint-Jean a la Cambra del Comuns del Canadà com a membre del Partit Liberal des del 1867 fins al 1896.
Nasqué a Sainte-Marguerite-de-Blairfindie, Baix Canadà, el 1813. El seu pare, que també es deia François, fou el primer alcalde de la ciutat. Prengué part a la Rebel·lió del Baix Canadà, fou detingut però més tard alliberat i serví com a capità a la milícia local. S'instal·là a Saint-Jean i representà la ciutat al consell per la Chambly County. El 1854, fou escollit a l'Assemblea Legislativa de la Província del Canadà de Saint-Jean, com a membre del Parti rouge, es va ocupar de la Confederació canadenca, quan va ser elegit per al Parlament Federal, encara que hi estava oposat. Bourassa no parlava l'anglès. Es va retirar de la política el 1896. Fou alcalde de L'Acadie el 1858.
Morí a Saint-Valentin el 1898.
El seu germà Napoleó fou un pintor, escriptor, escultor i arquitecte del Quebec i el seu nebot Henri Bourassa va servir a l'Assemblea Legisletiva del Quebec i a la Cambra dels Comuns del Canadà.